# Macradenia
Macradenia é um género botânico pertencente à família das orquídeas (Orchidaceae). Foi proposto por Robert Brown em Botanical Register; 8: pl. 612, em 1822, ao descrever a Macradenia lutescens R. Brown, sua espécie tipo. O nome é uma referência aos longos pecíolos que essas plantas têm.

## Distribuição
Macradenia, gênero relacionado com Notylia, agrupa onze espécies epífitas, de crescimento cespitoso, distribuídas da Flórida ao Paraguai. A ocorrência de sete delas foi registrada para o Brasil, normalmente encontradiças nas matas menos úmidas, à beira dos rios e nas encostas.

## Descrição
São plantas de pequeno porte, medindo pouco mais de dez centímetros com pseudobulbos alongados, de secção redonda ou levemente comprimidos lateralmente, portando uma folha apical subcoriácea elíptico-lanceolada. No porte parecem-se bastante com algumas das Notylia maiores. A inflorescência brota das axilas das Baínhas dos pseudobulbos, é racemosa, pendente, ocasionalmente ereta, comportando muitas flores. Estas são maiores que as do gênero citado, geralmente riscadas ou com nuances e manchas de castanho  avermelhado.
As pétalas e sépalas são iguais. O labelo é séssil, profundamente trilobado, com lobos laterais muito maiores que o mediano, levantados ou abraçando a coluna, e lobo mediano curto e bastante estreito, comum algo reflexo ou formando grande ângulo com os lobos laterais. A coluna tem rostelo proeminente, na extremidade com asas delicadas ou franjas variadas, e antera alongada contendo duas polínias globosas.

## Espécies
1. Macradenia amazonica Mansf., Notizbl. Bot. Gart. Berlin-Dahlem 10: 381 (1928).
2. Macradenia brassavolae Rchb.f., Bot. Zeitung (Berlin) 10: 734 (1852).
3. Macradenia delicatula Barb.Rodr., Gen. Spec. Orchid. 2: 183 (1881).
4. Macradenia loxoglottis Focke ex Rchb.f., in W.G.Walpers, Ann. Bot. Syst. 6: 687 (1863).
5. Macradenia lutescens R.Br., Bot. Reg. 8: t. 612 (1822).
6. Macradenia multiflora (Kraenzl.) Cogn., in C.F.P.von Martius & auct. suc. (eds.), Fl. Bras. 3(6): 115 (1904).
7. Macradenia paraensis Barb.Rodr., Gen. Spec. Orchid. 1: 139 (1877).
8. Macradenia paulensis Cogn., in C.F.P.von Martius & auct. suc. (eds.), Fl. Bras. 3(6): 577 (1906).
9. Macradenia regnellii Barb.Rodr., Gen. Spec. Orchid. 2: 183 (1881).
10. Macradenia rubescens Barb.Rodr., Gen. Spec. Orchid. 1: 139 (1877).
11. Macradenia tridentata C.Schweinf., Amer. Orchid Soc. Bull. 14: 62 (1945).